# Нимфенбург
Ни́мфенбург (нем. Schloss Nymphenburg) — дворцово-парковый ансамбль баварских правителей в стиле барокко, расположенный в границах современного Мюнхена (западный район Нойхаузен-Нимфенбург). Внесён в список памятников истории и культуры.
Строительство загородной резиденции по версальскому образцу было начато по указу курфюрста Фердинанда Марии архитектором Агостино Барелли в 1664 году. В 1674 году Барелли на строительстве дворца сменил швейцарский архитектор Энрико Цуккали. Строительство закончили в следующем году, но фасад дворца, его интерьеры и парк в дальнейшем неоднократно перестраивали.
Среди интерьеров дворца наибольшей известностью пользуются большой зал в стиле рококо, украшенный фресками Доминика Циммермана; знаменитая Галерея красавиц с портретами 36 самых красивых европейских женщин работы Штилера; Лаковый кабинет с чёрными и красными лакированными китайскими панелями.
Дворцовый парк Нимфенбург образует с дворцом единое целое. Среди многочисленных павильонов первое место занимает малый дворец в стиле рококо — Амалиенбург, выстроенный в 1730-е гг. для жены курфюрста Марии Амалии. С парком соседствует Нимфенбургский ботанический сад. В дворцовом парке был снят знаменитый фильм «В прошлом году в Мариенбаде».
С замком Блютенбург дворец объединяет полоса прямой видимости, обеспечивавшая визуальный контакт между ними. С середины XX века она поросла деревьями, но планируется её восстановление.
Нимфенбург знаменит и тем, что в этом городе действовала знаменитая, вторая после Майсена, фарфоровая мануфактура, основанная в 1747 году.